# Спомен-подручје Шушњар
Спомен-подручје Шушњар је гробље и меморијални центар жртава усташког покоља који се десио 2. августа 1941. током Другог свјетског рата. Усташе су тада извршиле покољ 5.500 Срба и 50 Јевреја. Шушњар се налази у Санском Мосту на самом мјесту злочина.
На подручју тадашњег среза Сански Мост усташе су убиле више од 10.000 Срба.
Представници Владе Републике Српске, Српске православне цркве и Општине Оштра Лука сваке године на ово мјесту обиљежавају годишњицу злочина.

## Спомен-подручје
Крајем 1960-их година, кренуло се с реализацијом адекватног обележавања овог простора. На расписаном конкурсу одлучено је да се позиви за идејно решење упуте Богдану Богдановићу, архитекти из Београда, Вањи Радаушу, академском вајару из Загреба и академском вајару Петру Крстићу, из Сарајева. Идеја Богдана Богдановића је била да с споменикм изгради у форми Вавилонске куле, што члановима одбора није било прихватљиво. Радауш је преложио решење с формама у виду људских костију, што је одбачено с образложењем да би то за породице убијених било застрашујуће, а посетиоце би таква композиција подстицала на мржњу према онима који су то учинили. Треће решење, Петра Костића, било је прихваћено. Простор је уређен у спомен-подручје 1971. године, када је у његовом саставу саграђен споменик жртвама.
Споменик је изграђен у форми апстрактне пластике, обложен алуминијумским плочама и висок 15 m. Унутар спомен-парка налазе се хумке и стазе, које воде до централног споменика. Око хумака су постављене спомен-плоче с именима жртава фашизма и поглинулих бораца НОВЈ.
Споменик је за време рата у Босни и Херцеговини претрпео разна оштећења. Тако је почетком рата на њему био сазидан камени крст, уз појашњење да убијени нису били атеисти него верници. Притом су биле уклоњене спомен-плоче с именима погинулих бораца НОВЈ муслиманске националности. Истовремено је била уклоњена и спомен-плоча на улазу у комплекс и постављен велики крст.
Године 2002, покренута је обнова спомен-подручја, а дана 7. јула 2003. године, Шушњар је проглашен националним спомеником Босне и Херцеговине.